# Gießen-Koblenzer Lahntal
Das Gießen-Koblenzer Lahntal ist eine Talsenke im westlichen Hessen und im östlichen Rheinland-Pfalz, das den Unterlauf der Lahn nebst Limburger Becken  beinhaltet. Naturräumlich stellt es die Haupteinheitengruppe 31 dar. Es reicht von Leun bis zur Mündung der Lahn in den Rhein bei Lahnstein. Entgegen seinem Namen geht es also nach Osten nicht bis Gießen, sondern endet bereits westlich von Wetzlar.

## Naturräumliche Gliederung
Das Gießen-Koblenzer Lahntal gliedert sich lahnabwärts wie folgt:
- 312  Weilburger Lahntalgebiet

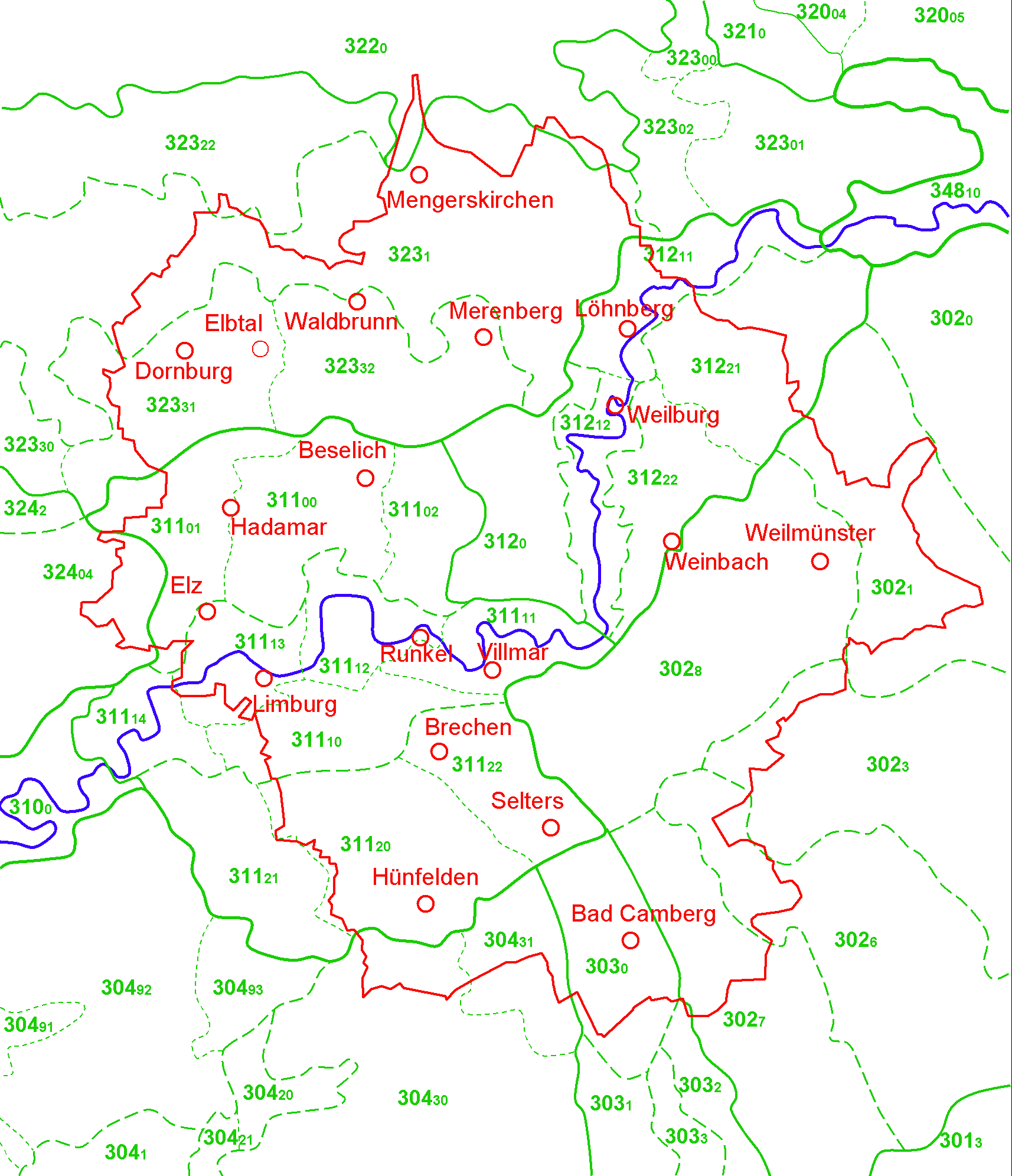
Karte der Gliederung des Landkreises LM mit Naturraum-Nummern

  - 312.0 Gaudernbacher Platte (rechtslahnisch)
  - 312.1 Weilburger Lahntal
    - 312.11 Löhnberger Talweitung
    - 312.12 Weilburg-Aumenauer Lahntal

  - 312.2 Edelsberg-Braunfelser Platten (linkslahnisch)
    - 312.21 Braunfelser Platte
    - 312.22 Edelsberger Platte
- 311  Limburger Becken
  - 311.0 Nordlimburger Beckenhügelland (rechtslahnisch)
    - 311.02 Schupbach-Hofer Randplatte
    - 311.00 Ahlbacher Bördenplatte
    - 311.01 Elz-Hadamarer Beckenrand

  - 311.1 Inneres Limburger Becken
    - 311.11 Villmarer Bucht
    - 311.12 Runkeler Lahntal
    - 311.13 Limburger Lahntalweitung
    - 311.14 Diezer Pforte*
    - 311.10 Linterer Platte (linkslahnisch)

  - 311.2 Südlimburger Beckenhügelland (linkslahnisch)
    - 311.22 Brecher Grund*
    - 311.20 Kirberger Hügelland*
    - 311.21 Unteraar-Beckenrand*
- 310  Unteres Lahntal
  - 310.0 Balduinsteiner Lahntal
  - 310.1 Nassauer Lahntal
  - 310.2 Bad Ems-Mieller Lahntal

Die durch Sterne gekennzeichnete Abspaltung der Einheit 311.14 (Westteil der alten Einheit 311.13 und äußerster Westen von 311.0) sowie die Unterteilung von 311.2 entstammen einer neueren, lokalen Publikation für den Landkreis Limburg-Weilburg, siehe nebenstehende Karte.
Das Gießen-Koblenzer Lahntal ist die westliche Verlängerung des Marburg-Gießener Lahntals (Haupteinheit 348). Nach Westen findet es im Moseltal (Haupteinheitengruppe 25) seine Verlängerung, von dem es durch das Mittelrheingebiet (29) getrennt wird. Nördlich schließt sich der Westerwald an, südlich der Hintertaunus.